# Monistria discrepans
Monistria discrepans är en insektsart som först beskrevs av Walker, F. 1871.  Monistria discrepans ingår i släktet Monistria och familjen Pyrgomorphidae. Inga underarter finns listade i Catalogue of Life.